# Ер Франс
„Ер Франс“ (Air France) е националният авиопревозвач на Франция, дъщерна авиокомпания на Air France – KLM след нейното обединяване с KLM през 2003 г.
Извършва полети до 345 града в 85 страни. Има над 102 000 служители. През 2004 г. става най-голямата авиокомпания в Европа с 25% от всички превозени пътници. Участва в обединението SkyTeam с компаниите Delta, Aeromexico, Korean Air, Chech Airlines, Alitalia.

## История
Предшественикът на „Air France“, CIDNA, пуска първата международна редовна линия през България по маршрут Париж-Прага-София-Бургас-Истанбул и обратно през 1930 г.
„Air France“ е основана е на 30 август 1933 г. след сливането на няколко по-малки компании. През 1946 г. е частично национализирана, като правителството получава 70%.
На 30 септември 2003 г. Air France се обединява с KLM Royal Dutch Airlines от Нидерландия, образувайки нова компания, наречена Air France – KLM. Собствениците на Air France получават 81% от новата компания, докато за нидерландците остават 19%.

## Флот
Флотът на Air France от януари 2020 г. се води с 224 самолета и 34 поръчки.
| Самолет                     | Активен | Поръчки | Пътници     | colspan="5" | Информация                            |
| --------------------------- | ------- | ------- | ----------- | ----------- | ------------------------------------- |
| Самолет                     | Активен | Поръчки | Пътници     |             | Информация                            |
| Airbus A318-111             | 18      |         | 131         | 131         |                                       |
| Airbus А319-100             | 33      |         | 143         | 144         |                                       |
| Airbus А320-200             | 44      |         | 174         | 180         |                                       |
| Airbus А321-100             | 5       |         | 212         | 212         |                                       |
| Airbus А321-200             | 15      |         | 212         | 216         |                                       |
| Airbus А330-200             | 15      |         | 36/21/167   | 208         |                                       |
| Airbus А340-300             | 4       |         | 224         | 275         | Да бъдат заместени с Airbus А350-900. |
| Airbus А350-900             | 3       | 18      | 34/24/266   |             |                                       |
| Airbus А380-800             | 9       | 2       | 9/80/38/389 | 516         |                                       |
| Boeing 777-200ER            | 25      |         | 28/24/260   | 309         |                                       |
| Boeing 777-300ER            | 43      |         | 42/24/315   | 303         | Първият превозвач на модела.          |
| Boeing 787 – 900 Dreamliner | 9       | 1       | 30/25/225   |             |                                       |
|                             | 224     | 21      |             |             |                                       |

## Факти
- лого – „Making the sky the best place on Earth“
- флот – 408 бр.
- персонал – 102 000 служители (2008)
- седалище – Трамбле ан Франс
- средна възраст на флота – 9,5 години (2009)
- програма за лоялни клиенти – Flying Blue
- дизайнер на униформите – Кристиан Лакроа
- официален сайт – airfrance.com